# صموئيل كول
صموئيل كول (بالإنجليزية: Samuel Cole)‏ (1 سبتمبر 1874 في المملكة المتحدة - ) هو لاعب كرة قدم بريطاني (وحمل سابقاً جنسية المملكة المتحدة لبريطانيا العظمى وأيرلندا) في مركز الهجوم. لعب مع برمنغهام سيتي وستوك سيتي.